# 乔丹顿 (得克萨斯州)
乔丹顿（Jourdanton）位于美国得克萨斯州南部，是阿塔斯科萨县的县治所在，面积9.0平方公里。根据美国2000年人口普查，共有3,732人，其中白人占74.44%、非裔美国人占1.13%。